# Rolando Jorge Pires da Fonseca
Rolando Jorge Pires da Fonseca, genannt Rolando (* 31. August 1985 in São Vicente) ist ein kapverdisch-portugiesischer Fußballspieler. Er stand zuletzt beim portugiesischen Erstligisten Sporting Braga unter Vertrag.

## Karriere

### Vereine
Rolando begann seine Karriere in der Jugendabteilung des portugiesischen Vereins SC Campomaiorense, bevor er zu Belenenses Lissabon wechselte, wo er 2004 sein Debüt in der Primeira Liga gab.
2008 folgte der Wechsel zum portugiesischen Spitzenteam FC Porto, mit dem Rolando zahlreiche nationale Titel gewann. Größter Erfolg während seiner Zeit bei Porto war allerdings der Gewinn der UEFA Europa League im Jahr 2011. Im Finale gegen Sporting Braga stand der Innenverteidiger über die vollen 90 Minuten auf dem Platz.
Zur Rückrunde der Saison 2012/13 wurde Rolando in die italienische Serie A an den SSC Neapel ausgeliehen. Im August 2013 folgte eine Leihe an Inter Mailand. Im Februar 2015 wurde er bis Saisonende an den belgischen RSC Anderlecht ausgeliehen.
Im Sommer 2015 unterzeichnete Rolando bei Olympique Marseille einen Dreijahresvertrag bis zum Juni 2018. 2020 wechselte er zu Sporting Braga. 2022 endete der Vertrag und Rolando ist seitdem vereinslos.

### Nationalmannschaft
Geboren auf den Kapverdischen Inseln, wurde Rolando nach Antrag die portugiesische Staatsbürgerschaft verliehen. Seitdem spielte er sowohl in der U21 als auch in der Nationalmannschaft für Portugal.
Mit Portugals U21 nahm er an der U21-Europameisterschaft 2007 in den Niederlanden teil. Für die Weltmeisterschaft 2010 in Südafrika wurde er von Carlos Queiroz in den Kader berufen, kam im Turnierverlauf allerdings zu keinem Einsatz.

## Erfolge
- UEFA Europa League: 2010/11
- Portugiesische Meisterschaft: 2008/09, 2010/11, 2011/12
- Portugiesischer Fußballpokal: 2008/09, 2009/10, 2010/11
- Portugiesischer Fußball-Supercup: 2009, 2010, 2011, 2012